# جری زوکر
جری ذاکر (انگلیسی: Jerry Zucker; ۲۴ اوت ۱۹۴۹ – ۱۲ آوریل ۲۰۰۸ (۵۸ سال)) اهالی کسب‌وکار اهل ایالات متحده آمریکا بود.
جری ذاکر (۲۴ اوت ۱۹۴۹–۱۲ آوریل ۲۰۰۸) یک تاجر و خیرخواه آمریکایی متولد اسرائیل بود.

## حرفه
ذاکر رئیس و مدیر عامل گروه InterTech بود. وی در زمانی که شرکت نساجی Dominion مستقر در مونترال را در سال ۱۹۹۷ خریداری کرد، رئیس و مدیر عامل گروه پلیمر بود. او در سال ۲۰۰۳ از گروه پلیمر استعفا داد. در سال ۲۰۰۶، وی شرکت هادسون بی خلیج کانادا، قدیمی‌ترین شرکت آمریکای شمالی را تأسیس کرد (که توسط منشور سلطنتی انگلیس در سال ۱۶۷۰ تأسیس شد)، به عنوان فرماندار (رئیس شرکت) و مدیر عامل شرکت شد. ذاکر همچنین یکی از مالکان بخشی کارولینای جنوبی Stingrays از ECHL بود. وی رتبه ۳۵۴ را در ۴۰۰ ثروتمندترین آمریکایی فوربس و در فهرست میلیاردرهای فوربس در سال ۲۰۰۶ را در رتبه ۷۴۶ قرار داد. در سال ۲۰۰۸، فوربس ثروت خود را ۱٫۲ میلیارد دلار اعلام کرد. او بیش از ۳۵۰ اختراع ثبت شده در طول زندگی خود داشت و میلیون‌ها دلار به مأموریت‌های پزشکی بین‌المللی و همچنین خیریه‌های محلی اهدا کرد.

## زندگی شخصی
جری ذاکر ۲۴ اوت ۱۹۴۹ در تل آویو، اسرائیل متولد شد، یکی از سه فرزند متولد لئون ذاکر و زیپورا ذاکر (خواهر شلیفکوویتز)، دو فرزند دیگر برادرش یعقوب و خواهرش روشل بودند. والدین وی هر دو از بازماندگان هولوکاست بودند. ذاکر در سال ۱۹۵۲ از طریق جزیره الیس به ایالات متحده مهاجرت کرد. وی در دوران کودکی در کارولینای جنوبی، فلوریدا و نیوجرسی زندگی می‌کرد و در آنجا در مدارس یک روزه یهودیان برای تأسیس مدارس تحصیل می‌کرد. ذاکر در جوانی در دانشگاه فلوریدا، در رشته‌های شیمی، ریاضیات و فیزیک تحصیل کرد. وی بعداً موفق به کسب مدرک کارشناسی ارشد در مهندسی برق.
ذاکر در ۱۲ آوریل ۲۰۰۸ از تومور مغزی درگذشت. از ذاکر همسر آنیتا و فرزندانش جاناتان ذاکر، آندره آوازین و جفری ذاکر جان سالم به در بردند.
هنگام مرگ، ذاکر ۳۸ سال با آنیتا گلدبرگ، نازنین دبیرستانش ازدواج کرده بود. آنها با هم سه فرزند داشتند: جاناتان، آندره و جفری. ذاکر بیشتر زندگی بزرگسالی خود را در چارلستون، کارولینای جنوبی گذراند.
تد لوین، رئیس کنیسه امانوئل، در مراسم خاکسپاری ذاکر گفت:
هر کسی که برای کمک به او کمک کند هرگز با دست خالی از بین نرفت … این ضرر نه تنها برای جامعه ما، یا برای چارلستون است، بلکه یک ضرر برای جهان است.

## میراث
اندکی پس از مرگ ذاکر، هیئت مدرسه چارلستون کانتی تصمیم گرفت که به احترام وی، مدرسه راهنمایی جدید چارلستون شمالی نامگذاری کند. دانشکده علوم میانی جری ذاکر در ۲۴ اوت ۲۰۰۸ افتتاح شد که تولد ۵۹ سالگی ذاکر بود.
کارولینای جنوبی Stingrays، که ذاکر صاحب بخشی از آن بود، کلاه ایمنی خود را با برچسب "JZ" آراسته‌است. این کار هنوز هم ادامه دارد. تیم همچنین با جذب او به تالار مشاهیر هاکی Stingrays در تاریخ ۲۱ مارس ۲۰۰۹، کمک‌های او به تیم و جامعه را تشخیص داد. سازمان Stingrays از جایزه خدمات اجتماعی جری ذاکر رونمایی کرد که هر ساله به بازیکن Stingrays اعطا می‌شود بیشترین تأثیر را بر جامعه محلی دارد. اولین شخصی که این جایزه را دریافت کرد، استنگرایز، اسپنسر کاربری بود. جری ذاکر سواری برای امید، که در اکتبر ۲۰۰۸ آغاز شد، تلاش‌هایی برای جمع‌آوری کمک مالی برای تحقیقات سرطان در مرکز سرطان هالینگز در دانشگاه پزشکی کارولینای جنوبی فراهم می‌کند.
در ژوئن ۲۰۰۹، خانواده ذاکر کمک مالی ۲ میلیون دلاری به نام ذاکر به دانشگاه پزشکی کارولینای جنوبی اهدا کردند. یک میلیون دلار برای تأسیس صندلی موقوفه جری ذاکر در تحقیقات تومور مغزی، مؤسسه ای که قصد دارد از تحقیقات و تحقیقات در مورد تومورهای مغزی حمایت کند، اختصاص یافت. باقیمانده برای حمایت از تحقیقات نخاع و ارائه مراقبت‌های عصبی و آموزش پزشکی در تانزانیا استفاده شد.